# 汪達幻視的製作歷程
《汪達幻視》（WandaVision）是一部美國劇情超級英雄類型的迷你網路影集，同時是漫威影業開發製作的第一部情景喜劇，影集改編自漫威漫畫的角色「緋紅女巫」汪達·麥西莫夫和幻視，由潔克·薛佛主創並擔當首席編劇，麥特·夏克曼執導影集。影集为漫威電影宇宙的系列作品之一，與漫威電影宇宙系列電影處於同一架空世界和共同世界，於2021年1月15日在串流媒體平台Disney+首播，3月5日完結，共9集。影集屬於漫威電影宇宙第四階段，是該階段的第一部電視劇。

## 開發

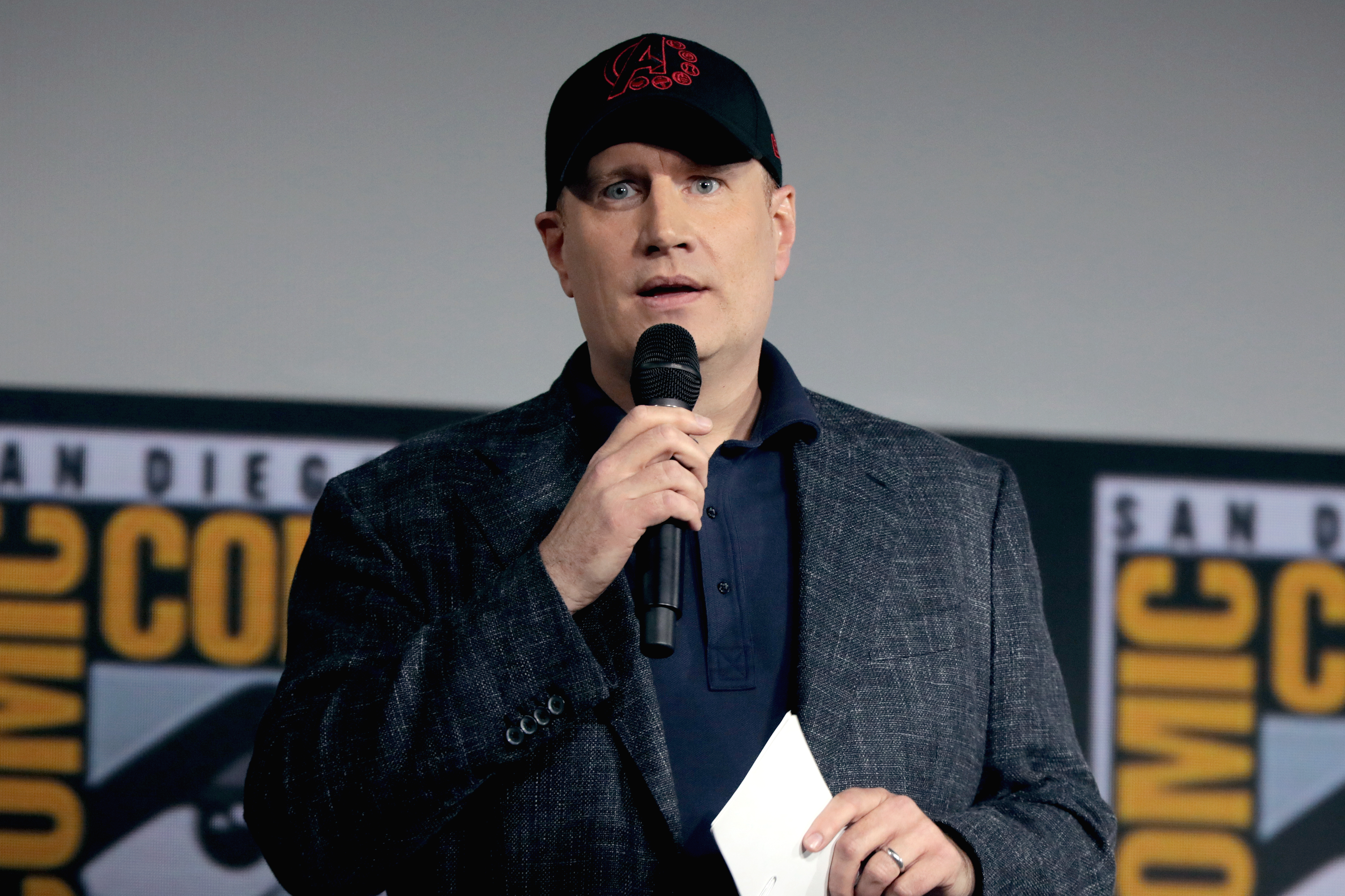
2019年7月，在聖地牙哥國際漫畫展，漫威影業總裁凱文·費吉宣佈開啟漫威電影宇宙第四階段，同時公佈漫威正在開發影集《汪達幻視》

2017年11月，迪士尼宣佈為其旗下即將在2019年底正式運行的在線流媒體平台Disney+開發漫威系列電視劇。2018年9月，報道稱漫威影業正在為該平台開發數個限定影集，以漫威電影宇宙中的「二級核心」人物為主角，因為漫威不太可能製作以他們為主角的個人電影。在限定影集中將爭取啟用在電影中出演相應角色的演員。劇本故事仍在創作中，每個系列預計製作六至八集，並且有比肩大製作項目的足夠預算。影集將由漫威影業而非漫威電視製作，漫威影業總裁凱文·費吉也將親自參與每部影集的開發，專注於影集與電影之間的「故事連續性」，以及「協調」電影中的演員能夠出演相應的影集。此外，伊莉莎白·歐森亦將有望出演以「緋紅女巫」汪達·麥西莫夫為主角的限定影集。10月底，飾演幻視的保羅·貝特尼有望出演該影集，並且有大量戲份，著重於他與汪達之間的感情關係。11月，報道稱影集暫定名稱為《幻視與緋紅女巫》（或）。
2019年1月，潔克·薛佛在完成電影《驚奇隊長》和《黑寡婦》的劇本之後，被選定為影集的首席編劇。她同時擔當執行製片人，並執筆試播集劇本。4月，迪士尼和漫威公佈影集正式名稱為《汪達幻視》（WandaVision）。影集名稱由凱文·費吉提議，儘管當時存在不同意見，潔克·薛佛最終堅持使用該名稱，她表示觀眾看到影集內容之後會認同這個名稱。4月24日，伊莉莎白·歐森在宣傳電影《復仇者聯盟4：終局之戰》時表示影集故事背景將發生在20世紀50年代。8月，麥特·夏克曼確認執導《汪達幻視》，該迷你劇原計劃共包括6集。夏克曼、費吉與漫威影業的路易斯·德·埃斯波西托（Louis D'Esposito）以及維多莉亞·阿隆索共同擔當執行製片人:50。每集預算達2,500萬美元。《汪達幻視》是漫威開發的首部30分鐘時長的電視情景喜劇。前三集時長均為30分鐘，餘下六集時長有所不同，總時長約6個小時。

## 劇本

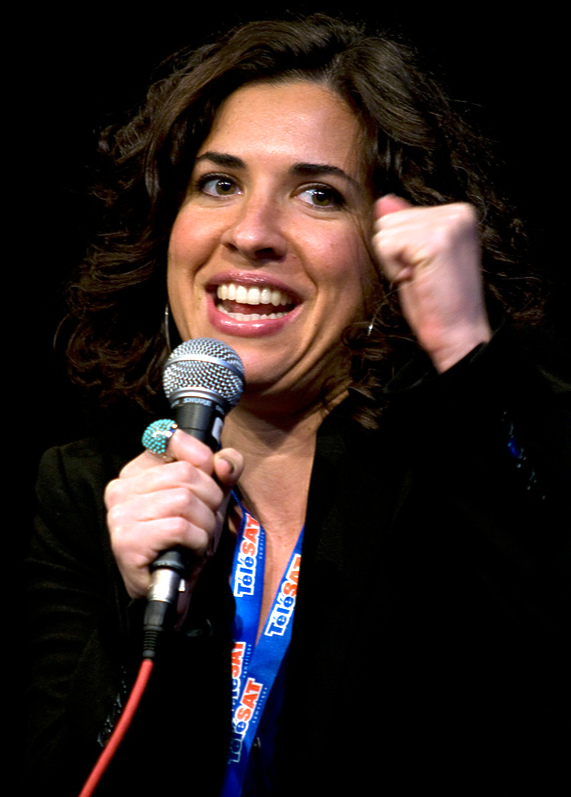
節目主創和首席編劇潔克·薛佛

《汪達幻視》的故事將發生在2019年電影《復仇者聯盟4：終局之戰》之後。2019年7月20日，漫威在聖地牙哥國際漫畫展上透露《汪達幻視》的劇情將直接影響第四階段的2022年電影《奇異博士2》的故事情節，伊莉莎白·歐森亦在該影片中繼續出演「緋紅女巫」汪達·麥西莫夫。節目統籌潔克·薛佛和導演麥特·夏克曼與《蜘蛛人：無家日》導演強·華茲、《奇異博士2》導演山姆·雷米以及漫威影業正在開發的其他影集項目的主創人員溝通，確保影集在劇情上能夠流暢銜接。
回顧漫威電影宇宙此前的電影時，潔克·薛佛專注於超級英雄角色作為普通人的一面，比如2018年電影《復仇者聯盟3：無限之戰》中，汪達·麥西莫夫和幻視在蘇格蘭生活的情節:29。在劇本創作初期，面臨如果以有限影集的形式創作故事架構，而非完成整個長篇電影的劇本:29。潔克·薛佛表示，由於需要融入多個層面的內容，故事的突破點很難把握，不能做得太過、不足或「畫蛇添足」。在設計前期劇本時，潔克·薛佛關心需要以情景喜劇的形式製作多少時長的節目才能恰到好處，此時完全不涉及其他謎團以及外部漫威電影宇宙的情節。潔克·薛佛聘請了8名編劇共同創作劇本，包括4名女性和多名有色人種。與她此前創作完成的驚險動作影片《黑寡婦》的劇本相比，潔克·薛佛認為《汪達幻視》的故事風格與之「截然不同」。梅根·麥克唐納起初為全職編劇，隨後被提升為編審。
2019年8月，在D23博覽會上，凱文·費吉透露影集兼具「經典的情景喜劇」和「漫威史詩」的特色。保羅·貝特尼表示，「這絕對是目前漫威製作的最怪異的作品」。漫威在博覽會上釋出的一段奇怪的先行預告短片，片中包含了漫威電影宇宙此前影片中汪達與幻視的互動片段，並穿插了20世紀60年代熱門喜劇影集《迪克·范·戴克秀》的片段。影集是漫威影業開發製作的第一部情景喜劇，歐森表示製作組正在討論是否在影集中加入罐頭笑聲。10月，漫畫作家湯姆·金表示，他和加布里埃爾·埃爾南德斯·沃爾塔（Gabriel Hernandez Walta）的漫畫《幻視》（The Vision）為《汪達幻視》提供創作來源。12月，凱文·費吉表示影集將講述汪達·麥西莫夫和幻視之間的故事，展現汪達更多的能力，進一步探索幻視的本質。同時，影集將汪達的「緋紅女巫」（Scarlet Witch）身份「以充滿樂趣並帶有恐怖元素的形式」引入漫威電影宇宙，對漫威電影宇宙的整個第四階段產生影響。
2020年11月，主演泰娜·帕麗斯稱影集為融合了動作電影的情景喜劇，「我覺得就像拍了6部漫威電影，把它打包成一部情景喜劇。」凱文·費吉稱汪達在劇中為逃避現實，沉浸在「鄉村幸福生活的奇異幻想世界」之中。編劇潔克·薛佛和導演麥特·夏克曼仔細研究了經典情景喜劇的橋段和風格，同時避免採用當前看來已經不合時宜的橋段。他們請教喜劇演員迪克·范·戴克，進一步了解喜劇的創作手法。潔克·薛佛在接受《娛樂周刊》採訪中表示：「這部影集是對電視黃金時代情景喜劇的一封情書，我們向過去所有出色的影集和人們致以敬意，同時我們也在努力開拓新的領域。」主演保羅·貝特尼稱《汪達幻視》向多個年代和多種類型的美國電視節目致敬，包括21世紀初開播的仿紀錄片式情景喜劇《摩登家庭》和《我們的辦公室》等。編劇和導演麥特·夏克曼選擇專注於家庭喜劇，而非諸如辦公室等其他場景的喜劇，這樣可以更為集中地展開故事。薛佛稱除了向過去的電視節目致敬之外，影集「嘗試開拓新領域」。除了《迪克·范·戴克秀》之外，影集還參考了包括《我愛露茜》、《三代同堂》、《妙爸爸》、《奧茲和哈里特的歷險記》、《神仙家庭》、《六人行》、《超級製作人》、《公園與遊憩》、《歡樂滿屋》、《天才家庭》、《世界之外》以及《左右做人難》在內的多部電視節目。主演歐森的兩個姐姐瑪莉-凱特與艾希莉·歐森在《歡樂滿屋》中出演主要角色:45。
影集中虛構出一齣情景喜劇，同樣名為《汪達幻視》，由汪達·麥西莫夫和幻視主演，同時包含虛構的中場廣告。廣告中暗示與九頭蛇組織有關，凱文·費吉透露廣告「為揭示影集的真實故事提供線索」。多名影評人認為這些虛構的廣告暗中關聯汪達的親身經歷。潔克·薛佛認可對廣告中的彩蛋的猜測，同時表示它們的主要作用是營造出與情景喜劇類似的節奏和結構。主演歐森表示有「大量與汪達相關的漫畫情節」可以改編為情景喜劇，包括布萊恩·邁克爾·班迪斯和奧利維爾·科佩爾創作的《M皇室》。影集也參考漫畫《幻視與緋紅女巫》中的元素，該漫畫第一卷由比爾·曼特洛和瑞克·倫納迪創作，第二卷由李察·豪威爾和史蒂夫·恩格哈特創作，漫画中汪達利用「魔法手段」懷孕，與幻視成為兩個孩子的父母。此外，影集還將探索汪達如何在東歐國家成長的兒時經歷。汪達的父親販賣包括美國情景喜劇在內的DVD，使她從小喜愛觀看此類節目。潔克·薛佛還透露劇中的天劍局的全稱由漫畫中的「感知世界觀測與應對局」（Sentient World Observation and Response Department）改名為「感知武器觀測應對局」（Sentient Weapon Observation Response Division），與此後更多的故事情節有關。

## 選角

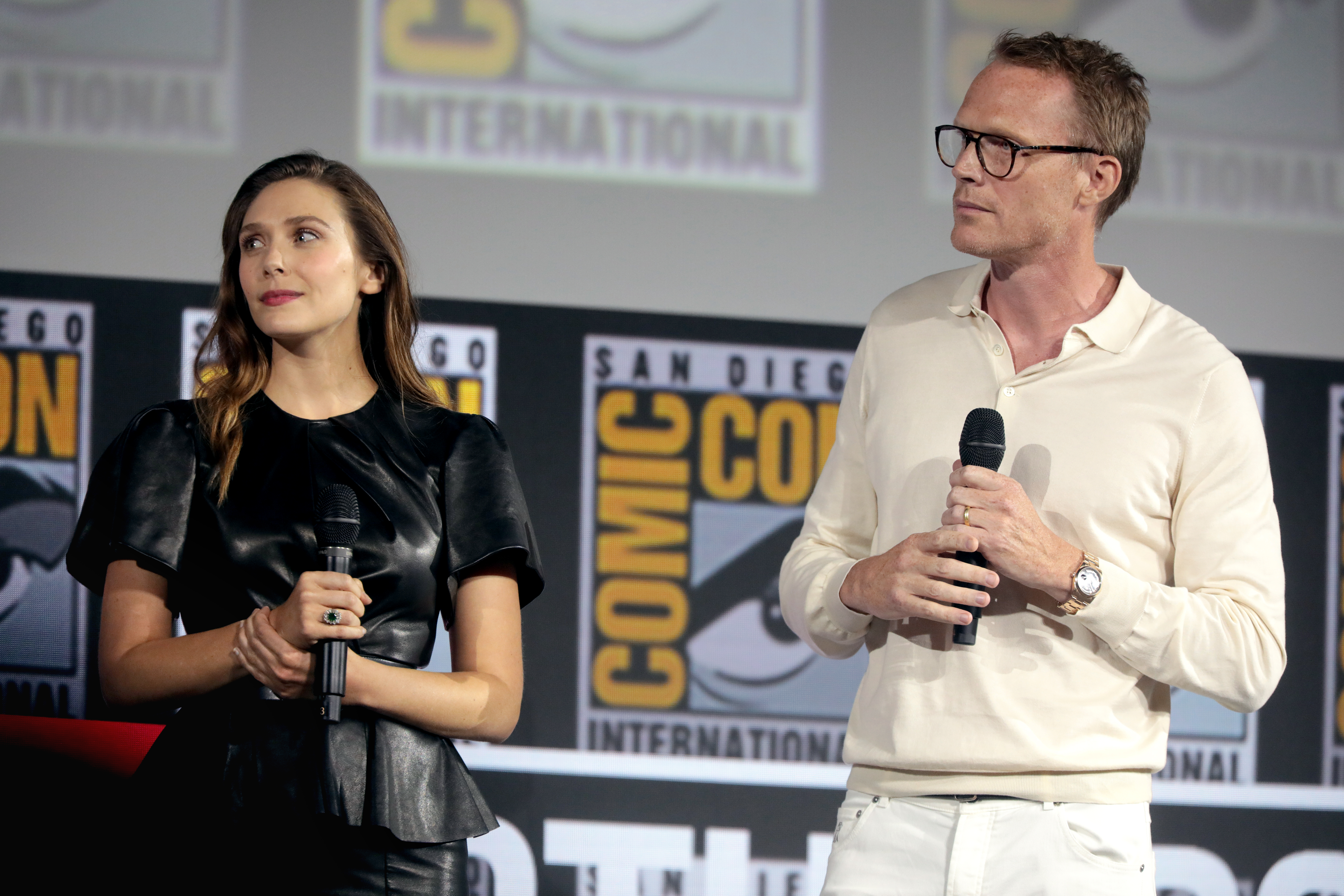
主演伊莉莎白·歐森和保羅·貝特尼在2019年聖地牙哥國際漫畫展

2019年4月，隨著影集正式宣佈製作，伊莉莎白·歐森和保羅·貝特尼確認繼續分別飾演在漫威電影宇宙系列電影中的角色，「緋紅女巫」汪達·麥西莫夫和幻視。歐森起初擔心電視劇與其他媒體之間的銜接問題，得知潔克·薛佛參與這個項目之後，她打消了這個疑慮。
2019年7月，泰娜·帕麗斯確認出演莫妮卡·蘭博，該角色於2019年電影《驚奇隊長》中引入漫威電影宇宙，電影中的主體故事發生在1995年，由阿麗卡·阿卡巴出演少女時期的莫妮卡·蘭博。8月，凱特·丹寧絲和藍道爾·朴確認出演影集。凱特·丹寧絲繼續飾演在2011年電影《雷神索爾》和2013年電影《雷神索爾2：黑暗世界》中出現的角色黛絲·路易斯，她透露該角色在劇中會為影迷帶來「驚喜」。藍道爾·朴繼續飾演在2018年電影《蟻人與黃蜂女》中出現的聯邦探員吉米·吳。編劇潔克·薛佛稱凱特·丹寧絲和藍道爾·朴能夠出演影集很有趣，因為兩人此前分別出演知名喜劇作品《破產姊妹花》和《菜鳥新移民》。此外，凱薩琳·哈恩出演汪達和幻視的鄰居艾格妮絲。2020年9月，第一支官方預告片中透露弗雷德·邁拉麥德和黛布拉·喬·拉普參與影集，他們分別出演莎朗·戴維斯（Sharon Davis）和托特·戴維斯（Todd Davis），兩人在虛構的情景喜劇《汪達幻視》中出演汪達和幻視的鄰居哈特夫婦。黛布拉·喬·拉普在與導演麥特·夏克曼接觸之後決定參演影集。伊凡·彼得斯在情景喜劇《汪達幻視》中出演汪達的雙胞胎哥哥皮特洛·麥西莫夫，他此前在X戰警電影系列中出演同一角色彼得·麥西莫夫。漫威電影宇宙中的皮特洛·麥西莫夫此前由亞倫·強森飾演。
2020年10月，喜劇演員阿西夫·阿里（Asif Ali）確定出演影集，飾演阿比拉舒·譚頓（Abilash Tandon），他在虛構的情景喜劇《汪達幻視》中出演幻視的同事諾姆（Norm）。茱蓮妮·普迪飾演伊莎貝爾·馬蘇德（Isabel Matsueda），她在虛構的情景喜劇《汪達幻視》中出演貝芙（Beverly）。首播集開播之前，艾瑪·考爾菲德透露自己參演影集，飾演多蒂·瓊斯（Dottie Jones）。

## 設計
片頭中汪達與幻視的婚紗和禮服由梅斯·C·魯比奧（Mayes C. Rubeo）全新設計製作，其中汪達的婚紗是向奧黛麗·赫本致敬:8。由於影集需要從黑白畫面過渡到彩色畫面，各工種的設計師聯合作業，確保角色和佈景外觀統一:6-7。道具設計師羅素·鮑比（Russell Bobbit）此前曾參與1998年電影《歡樂谷》的製作，導演麥特·夏克曼稱《汪達幻視》與這部電影以及1998年電影《楚門的世界》存在某種「精神上的聯繫」。影集片尾的显像管特效類似於漫畫《M皇室》的藝術風格。

## 拍攝
影集的主體拍攝原定於2019年9月21日在加利福尼亞州洛杉磯開機。2019年9月，報道稱影集將於佐治亞州亞特蘭大的松林製片廠拍攝，開機日期推遲至2019年11月4日，並定於2020年3月13日殺青。影集拍攝時的工作標題為「大紅」（Big Red）。麥特·夏克曼擔當導演，傑斯·霍爾擔當攝影指導。2019年12月至2020年2月，製作組在亞特蘭大都會區取景拍攝。3月1日，劇組舉辦了殺青派對。3月14日，受2019冠狀病毒病疫情影響，劇組暫停製作工作。在此期間，夏克曼開始對已拍攝的鏡頭進行後期剪輯作業:34。劇組於9月在洛杉磯重啟補拍作業，外景拍攝時執行疫情期間嚴格的安全規定:50。10月底仍在拍攝。拍攝地點還包括加利福尼亞州的伯班克。同月，茱蓮妮·普迪透露已經完成自己的戲份拍攝。影集於11月初殺青，主演歐森隨後加入2022年電影《奇異博士2》的拍攝作業。
在拍攝之前，製作組為演員提供了以前的情節喜劇片段，幫助他們更快掌握「角色的表演風格和語調」:50。由於喜劇的表演和語言風格每個年代均不相同，製作組聘請語言專家幫助演員練習對應時代的英語發音，主演歐森補充稱還需注意每個時代的禮儀。第一集是向《迪克·范·戴克秀》致敬:0:39，在拍攝期間，其中有兩天採用黑白畫面拍攝。拍攝現場模仿情景喜劇的製作方式，邀請眾多現場觀眾，他們都和製作方簽署了保密協議。為了在灰度圖像內呈現更佳的視覺效果，保羅·貝特尼在拍攝黑白畫面時將皮膚塗成藍色，而不是此前在彩色畫面的電影中所呈現的深紅色。製作組借鑒20世紀60年代情景喜劇《神仙家庭》和《太空仙女戀》中魔法特效的拍攝方式，選用類似的相機鏡頭和照明設備，通過巧妙的手法完成影集中汪達施展魔法的場景拍攝。黑白畫面採用4:3的寬高比輸出格式。
由於全部集數均由麥特·夏克曼執導，主演保羅·貝特尼表示可以將不同集數的內容一起拍攝。夏克曼盡量按照劇情中的時代順序拍攝，以幫助演員更好地完成表演:34。凱文·費吉透露影集拍攝時融合多種情景喜劇的表現手法，包括「面對鏡頭獨白、晃動鏡頭以及仿紀錄片」等常見技巧。導演希望能夠盡可能地真實還原每個時期的風格:50。傑斯·霍爾在涵蓋7個年代的拍攝過程中，共使用47種不同的相機鏡頭，其中許多是定制的鏡頭，用以還原相應的時代特征。在拍攝20世紀50年代至70年代的場景中，製作組採用鎢絲燈照明。21世紀的場景中，燈光設備採用LED燈:6。在以20世紀60年代為主題的一集中，為向《神仙家庭》致敬，製作組採用黑白畫面拍攝並加入罐頭笑聲。除了前兩集分別向《迪克·范·戴克秀》和《神仙家庭》致敬之外，餘下數集還向多種風格的經典情景喜劇致敬，例如第三集的《好時光》和《脫線家族》。劇中汪達的精神狀態產生錯亂時，導演夏克曼使用不同的鏡頭和燈光改變她幻想出的場景，同時搭配恰當的音效，宛如進入。

## 後期製作
2019冠狀病毒病疫情封鎖期間，導演麥特·夏克曼提前對已拍攝的鏡頭進行後期處理，而不是等待全部拍攝作業完成之後才開啟後期製作，是影集能夠及時播出的原因之一:34。他稱「《汪達幻視》適合在這個時候播出，劇中反映出焦慮感、感傷和混亂:35」。蒂姆·羅奇（Tim Roche）、贊恩·貝克（Zene Baker）和諾娜·科黛（Nona Khodai）擔當剪輯師:20。在前三集中，剪輯過程中輔以跳切和倒帶效果。視覺效果主管塔拉·德馬科（Tara DeMarco）補充稱，還需使用當前的工具來修復物體，去除（拍攝過程中使用的）金屬吊線，消除切口，同時採用CG技術遮蓋未能處理的吊線痕跡。例如第一集中，汪達在廚房隔空移動物體的場景採用真實道具和CG模擬的混合模式完成:8。主演保羅·貝特尼估計影集中的特效鏡頭數量超過電影《復仇者聯盟4：終局之戰》的2496個。後期特效製作公司包括數字王國、光影魔幻工業、怪物外星人機器人喪屍（Monsters Aliens Robots Zombies）、和。

## 音樂
2020年1月，克里斯托弗·貝克宣佈將為影集作曲。他此前曾擔當2015年電影《蟻人》和2018年電影《蟻人與黃蜂女》的作曲家。12月，漫威公佈勞勃·羅培茲和克莉絲汀·安德森-羅培茲為影集創作主題曲，兩人此前曾在迪士尼的《冰雪奇緣》系列電影中與克里斯托弗·貝克合作。貝克於2021年2月完成原聲音樂創作。每集原聲帶依次於2021年1月22日至3月12日發行，在每集播出的一週之後釋出，其中包括勞勃·羅培茲和克莉絲汀·安德森-羅培茲創作的主題曲，由漫威音樂和好萊塢唱片聯合發行。

## 紀錄片特輯
2021年2月，迪士尼宣佈製作紀錄片影集《漫威影業：創作大本營》，包括漫威電影宇宙電影和影集項目的幕後製作花絮，並採訪主要演員和創意團隊。以影集《汪達幻視》為主題的特輯於2021年3月12日釋出。

## 資料來源
1. ↑  Littleton, Cynthia. . Variety. 2017-11-09  [2017-11-10]. （原始内容存档于2017-11-10） （美国英语）.
2. 1 2  Kroll, Justin. . Variety. 2018-09-18  [2018-09-18]. （原始内容存档于2018-09-19） （美国英语）.
3. ↑  Boucher, Geoff; Hipes, Patrick. . Deadline Hollywood. 2018-10-30  [2018-10-31]. （原始内容存档于2018-10-31） （美国英语）.
4. ↑  Sciretta, Peter. . /Film. 2018-10-30  [2018-11-01]. （原始内容存档于2018-10-31） （美国英语）.
5. ↑  Boucher, Geoff. . Deadline Hollywood. 2018-11-30  [2018-11-30]. （原始内容存档于2018-12-01） （美国英语）.
6. 1 2  Kit, Borys. . The Hollywood Reporter. 2019-01-09  [2019-01-10]. （原始内容存档于2019-01-10） （美国英语）.
7. 1 2  Petski, Denise; Patten, Dominic. . Deadline Hollywood. 2019-01-09  [2019-01-12]. （原始内容存档于2019-01-10） （美国英语）.
8. 1 2  Dinh, Christine. . Marvel Entertainment. 2019-04-12  [2019-04-12]. （原始内容存档于2019-04-12） （美国英语）.
9. ↑  Miller, Liz Shannon. . Collider. 2021-02-08  [2021-02-10]. （原始内容存档于2021-02-08） （美国英语）.
10. ↑  Yang, Rachel. . Variety. 2019-04-24  [2019-04-25]. （原始内容存档于2019-04-25） （美国英语）.
11. 1 2  Fischer, Jacob. . Discussing Film. 2019-08-21  [2019-08-24]. （原始内容存档于2019-08-24） （美国英语）.
12. 1 2 3 4  Reinstein, Mara. . Emmy. 2020-12-16  [2020-12-19]. （原始内容存档于2020-12-20） （美国英语）.
13. 1 2 3 4 5  Reinstein, Mara. . Emmy. Vol. XLII no. 12. 2020: 42–50  [2020-12-21]. （原始内容存档于2020-12-20） （美国英语）.
14. ↑  Jarvey, Natalie. . The Hollywood Reporter. 2019-10-16  [2019-10-17]. （原始内容存档于2019-10-17） （美国英语）.
15. 1 2  D'Alessandro, Anthony. . Deadline Hollywood. 2021-01-10  [2021-01-10]. （原始内容存档于2021-01-10） （美国英语）.
16. ↑  Mitovich, Matt Webb. . TVLine. 2021-01-11  [2021-01-11]. （原始内容存档于2021-01-11） （美国英语）.
17. 1 2 3 4 5  Radish, Christina. . Collider. 2020-11-25  [2020-12-12]. （原始内容存档于2020-12-07） （美国英语）.
18. ↑  Schedeen, Jesse. . IGN. 2021-01-12  [2021-01-12]. （原始内容存档于2021-01-12） （美国英语）.
19. ↑  Dumaraog, Ana. . Screen Rant. 2019-07-20  [2019-07-24]. （原始内容存档于2019-07-21）.
20. 1 2 3 4  Coggan, Devan. . Entertainment Weekly. 2020-11-10  [2020-11-10]. （原始内容存档于2020-11-10） （美国英语）.
21. ↑  Donnelly, Matt. . Variety. 2019-07-20  [2019-07-21]. （原始内容存档于2019-07-21） （美国英语）.
22. ↑  Davis, Brandon. . ComicBook.com. 2021-01-13  [2021-01-23]. （原始内容存档于2021-01-14） （美国英语）.
23. 1 2  Boone, John. . Entertainment Tonight. 2021-01-26  [2021-01-27]. （原始内容存档于2021-01-27） （美国英语）.
24. 1 2 3 4 5 6  Bennett, Tara. . SFX Magazine. No. 335. 2021-01: 26–35 （美国英语）.
25. ↑  Alexander, Susannah; Opie, David. . Digital Spy. 2021-01-31  [2021-02-01]. （原始内容存档于2021-01-31） （美国英语）.
26. ↑  Barfield, Charles. . The Playlist. 2021-01-29  [2021-01-31]. （原始内容存档于2021-01-30） （美国英语）.
27. ↑  Rome, Emily. . Inverse. 2019-07-31  [2019-08-11]. （原始内容存档于2019-08-03） （美国英语）.
28. ↑  Kit, Borys. . The Hollywood Reporter. 2020-01-22  [2020-01-22]. （原始内容存档于2020-01-23） （美国英语）.
29. 1 2 3  Couch, Aaron. . The Hollywood Reporter. 2019-08-23  [2019-08-23]. （原始内容存档于2019-08-23） （美国英语）.
30. ↑  Ridlehoover, John. . cbr.com. 2019-08-28  [2019-11-12]. （原始内容存档于2019-09-14） （美国英语）.
31. 1 2 3  Alter, Ethan. . Yahoo!. 2019-11-05  [2019-11-09]. （原始内容存档于2019-11-05） （美国英语）.
32. ↑  Erao, Math. . Comic Book Resources. 2019-10-04  [2019-11-09]. （原始内容存档于2019-10-05） （美国英语）.
33. 1 2 3 4  Knight, Rosie. . Nerdist. 2021-01-15  [2021-01-16]. （原始内容存档于2021-01-16） （美国英语）.
34. ↑  Mancuso, Vinnie. . Collider. 2019-12-07  [2019-12-14]. （原始内容存档于2019-12-08） （美国英语）.
35. ↑  Labonte, Rachael. . Screen Rant. 2020-11-03  [2020-11-07]. （原始内容存档于2020-11-03） （美国英语）.
36. ↑  Chitwood, Adam. . Collider. 2020-11-10  [2020-11-11]. （原始内容存档于2020-11-10） （美国英语）.
37. 1 2 3  . Mtime时光网. 2020-11-11  [2020-11-11]. （原始内容存档于2020-12-21） （中文（中国大陆））.
38. 1 2 3  Shafer, Ellise. . Variety. 2021-01-10  [2021-01-10]. （原始内容存档于2021-01-11） （美国英语）.
39. ↑  Sharf, Zack. . IndieWire. 2020-11-10  [2020-11-11]. （原始内容存档于2020-11-10） （美国英语）.
40. ↑  Pulliam-Moore, Charles. . io9. 2020-11-10  [2020-11-11]. （原始内容存档于2020-11-10） （美国英语）.
41. 1 2  Travis, Ben. . Empire. 2020-11-23  [2020-11-23]. （原始内容存档于2020-11-23） （美国英语）.
42. ↑  Ryan, Mike. . Uproxx. 2021-01-27  [2021-01-27]. （原始内容存档于2021-01-27） （美国英语）.
43. ↑  Robinson, Stephen. . The A.V. Club. 2021-02-12  [2021-02-13]. （原始内容存档于2021-02-13） （美国英语）.
44. 1 2  Radish, Christina. . Collider. 2021-01-11  [2021-01-11]. （原始内容存档于2021-01-12） （美国英语）.
45. ↑  Salazar, Savannah. . Vulture. 2021-01-22  [2021-01-22]. （原始内容存档于2021-01-23） （美国英语）.
46. ↑  Bacon, Thomas. . Screen Rant. 2021-01-22  [2021-01-22]. （原始内容存档于2021-01-23） （美国英语）.
47. ↑  Edwards, Molly. . Total Film. 2021-01-22  [2021-01-23]. （原始内容存档于2021-01-23） （美国英语）.
48. ↑  Schwartz, Terri. . IGN. 2019-08-27  [2019-10-10]. （原始内容存档于2019-09-15） （美国英语）.
49. 1 2  Bui, Hoai-Tran. . /Film. 2021-01-11  [2021-01-11]. （原始内容存档于2021-01-11） （美国英语）.
50. 1 2  Pulliam-Moore, Charles. . io9. 2020-09-21  [2020-09-22]. （原始内容存档于2020-09-22） （美国英语）.
51. 1 2  Newby, Richard. . The Hollywood Reporter. 2020-09-21  [2020-09-22]. （原始内容存档于2020-09-23） （美国英语）.
52. ↑  Sepinwall, Alan. . Rolling Stone. 2021-02-26  [2021-02-26]. （原始内容存档于2021-02-26） （美国英语）.
53. ↑  Pearson, Ben. . /Film. 2021-02-03  [2021-02-03]. （原始内容存档于2021-02-03） （美国英语）.
54. ↑  Thorne, Will. . Variety. 2019-07-20  [2019-07-21]. （原始内容存档于2019-07-21） （美国英语）.
55. ↑  Armstrong, Vanessa. . SyFy Wire. 2020-11-03  [2020-11-07]. （原始内容存档于2020-11-04） （美国英语）.
56. ↑  Coggan, Devan. . Entertainment Weekly. 2020-11-10  [2020-11-10]. （原始内容存档于2020-11-10） （美国英语）.
57. ↑  Coggan, Devin. . Entertainment Weekly. 2019-08-23  [2019-08-24]. （原始内容存档于2019-08-24） （美国英语）.
58. ↑  Outlaw, Kofi. . ComicBook.com. 2020-09-21  [2020-09-21]. （原始内容存档于2020-09-21） （美国英语）.
59. 1 2 3  Robinson, Stephen. . The A.V. Club. 2021-01-29  [2021-01-29]. （原始内容存档于2021-01-29） （美国英语）.
60. ↑  Bundel, Ani. . Elite Daily. 2020-09-21  [2020-09-21]. （原始内容存档于2020-09-20） （美国英语）.
61. ↑  Vary, Adam B. . Variety. 2021-01-15  [2021-01-15]. （原始内容存档于2021-01-15） （美国英语）.
62. ↑  Miller, Liz Shannon. . Collider. 2021-01-19  [2021-01-20]. （原始内容存档于2021-01-20） （美国英语）.
63. ↑  Schmidt, JK. . ComicBook.com. 2021-02-05  [2021-02-05]. （原始内容存档于2021-02-05） （美国英语）.
64. ↑  Kroll, Justin. . Deadline Hollywood. 2020-10-13  [2020-10-14]. （原始内容存档于2020-10-14） （美国英语）.
65. 1 2  Hood, Cooper. . Screen Rant. 2021-01-15  [2021-01-15]. （原始内容存档于2021-01-15） （美国英语）.
66. 1 2  Petski, Denise. . Deadline Hollywood. 2020-10-30  [2020-10-30]. （原始内容存档于2020-10-30） （美国英语）.
67. ↑  Ridlehoover, John. . Comic Book Resources. 2021-01-12  [2021-01-12]. （原始内容存档于2021-01-13） （美国英语）.
68. ↑  Venable, Nick. . Cinema Blend. 2021-01-15  [2021-01-15]. （原始内容存档于2021-01-15） （美国英语）.
69. 1 2 3 4 5   (PDF). Marvel Studios.   [2021-01-11]. （原始内容存档 (PDF)于2021-01-08） （美国英语）.
70. 1 2  Davids, Brian. . The Hollywood Reporter. 2021-01-15  [2021-01-15]. （原始内容存档于2021-01-15） （美国英语）.
71. ↑  Pulliam-Moore, Charles. . io9. 2021-01-15  [2021-01-16]. （原始内容存档于2021-01-16） （美国英语）.
72. ↑  Krajnyak, Zack. . Screen Rant. 2021-01-15  [2021-01-16]. （原始内容存档于2021-01-16） （美国英语）.
73. ↑  Cecchini, Mike; Bojalad, Alec. . Den of Geek. 2021-01-15  [2021-01-16]. （原始内容存档于2021-01-16） （美国英语）.
74. ↑  Al-Ghamdi, Abdullah. . Screen Rant. 2019-08-15  [2019-08-24]. （原始内容存档于2019-08-24） （美国英语）.
75. 1 2  BARNHARDT, ADAM. . ComicBook.com. 2019-09-09  [2019-09-16]. （原始内容存档于2019-09-20） （美国英语）.
76. ↑  Couch, Aaron. . The Hollywood Reporter. 2019-11-10  [2019-11-10]. （原始内容存档于2019-11-11） （美国英语）.
77. ↑  . georgia.org.   [2019-11-10]. （原始内容存档于2019-09-27） （美国英语）.
78. ↑  Fisher, Jacob. . Discussing Film. 2019-09-29  [2019-11-17]. （原始内容存档于2019-11-03） （美国英语）.
79. ↑  Walljasper, Matt. . Atlanta. 2019-12-30  [2020-04-03]. （原始内容存档于2020-03-02） （美国英语）.
80. ↑  Walljasper, Matt. . Atlanta. 2020-02-29  [2020-03-02]. （原始内容存档于2020-03-02） （美国英语）.
81. ↑  Barnhardt, Adam. . ComicBook.com. 2020-03-01  [2020-03-02]. （原始内容存档于2020-03-02） （美国英语）.
82. ↑  Kroll, Justin. . Variety. 2020-03-14  [2020-03-14]. （原始内容存档于2020-03-14） （美国英语）.
83. ↑  Dela Paz, Maggie. . ComingSoon.net. 2020-06-04  [2020-06-04]. （原始内容存档于2020-06-04） （美国英语）.
84. ↑  Weiss, Josh. . SyFy Wire. 2020-09-21  [2020-09-23]. （原始内容存档于2020-09-23） （美国英语）. Filming only recently got back underway, whereas WandaVision was able to restart its shoot over the summer.
85. 1 2 3  Baysinger, Tim. . TheWrap. 2021-01-10  [2021-01-10]. （原始内容存档于2021-01-11） （美国英语）.
86. ↑  Jirak, Jamie. . ComicBook.com. 2020-10-22  [2020-10-23]. （原始内容存档于2020-10-23） （美国英语）.
87. ↑  Barnhardt, Adam. . ComicBook.com. 2020-11-08  [2020-11-09]. （原始内容存档于2020-11-08） （美国英语）.
88. ↑  . Clarin.com. 2020-11-13  [2020-11-13]. （原始内容存档于2020-11-13） （西班牙语）.
89. ↑  Dumaraog, Ana. . Screen Rant. 2020-11-27  [2020-11-27]. （原始内容存档于2020-11-27） （美国英语）.
90. ↑  Television Academy. . 2020-12-18  [2020-12-20]. （原始内容存档于2020-12-22） –YouTube （美国英语）.
91. ↑  Ankers, Adele. . IGN. 2020-11-10  [2020-11-11]. （原始内容存档于2020-11-10） （美国英语）.
92. ↑  Weiss, Josh. . SYFY. 2020-11-10  [2020-11-11]. （原始内容存档于2020-12-21） （美国英语）.
93. ↑  Bui, Hoai-Tran. . /Film. 2020-11-10  [2020-11-11]. （原始内容存档于2020-11-10） （美国英语）.
94. ↑  Weiss, Josh. . Syfy Wire. 2021-01-06  [2021-01-06]. （原始内容存档于2021-01-06） （美国英语）.
95. ↑  Romano, Nick. . Entertainment Weekly. 2021-01-06  [2021-01-06]. （原始内容存档于2021-01-06） （美国英语）.
96. 1 2  Framke, Caroline. . Variety. 2021-01-14  [2021-01-14]. （原始内容存档于2021-01-14） （美国英语）.
97. ↑  Bui, Hoai-Tran. . /Film. 2021-01-11  [2021-01-11]. （原始内容存档于2021-01-12） （美国英语）.
98. ↑  Travers, Ben. . IndieWire. 2021-01-14  [2021-01-24]. （原始内容存档于2021-01-15） （美国英语）.
99. ↑  Pearson, Ben. . /Film. 2021-01-11  [2021-01-11]. （原始内容存档于2021-01-12） （美国英语）.
100. ↑  Frei, Vincent. . Art of VFX. 2021-01-05  [2021-01-15]. （原始内容存档于2021-01-13） （美国英语）.
101. ↑  Workman, Robert. . SuperheroHype!. 2020-01-21  [2020-01-21]. （原始内容存档于2020-01-22） （美国英语）.
102. ↑  Taylor, Drew. . Collider. 2021-01-04  [2021-01-04]. （原始内容存档于2021-01-04） （美国英语）.
103. ↑  Davis, Brandon. . ComicBook.com. 2021-01-04  [2021-01-04]. （原始内容存档于2021-01-04） （美国英语）.
104. ↑  Knight, Rosie. . Nerdist. 2021-02-04  [2021-02-06]. （原始内容存档于2021-02-04） （美国英语）.
105. ↑  Anderton, Ethan. . /Film. 2021-01-24  [2021-01-27]. （原始内容存档于2021-01-25） （美国英语）.
106. ↑  Beck, Christophe [@CBeckOfficial].  (推文). 2021-01-12  [2021-01-12]. （原始内容存档于2021-01-13） –Twitter （美国英语）.
107. ↑  . Film Music Reporter. 2021-01-21  [2021-01-13]. （原始内容存档于2021-01-22） （美国英语）.
108. ↑  Paige, Rachel. . Marvel.com. 2021-02-16  [2021-02-16]. （原始内容存档于2021-02-16） （美国英语）.